# Dołgij (rejon bolszesołdatski)
Dołgij (ros. Долгий) – osiedle typu wiejskiego w zachodniej Rosji, w sielsowiecie lubimowskim rejonu bolszesołdatskiego w obwodzie kurskim.

## Geografia
Miejscowość położona jest 6,5 km od centrum administracyjnego sielsowietu lubimowskiego (Lubimowka), 27 km od centrum administracyjnego rejonu (Bolszoje Sołdatskoje), 43 km od Kurska.
W granicach miejscowości znajduje się ulica Kołpakowskaja.

## Demografia
W 2010 r. miejscowość zamieszkiwało 136 osób.